# Transporte de Pontevedra

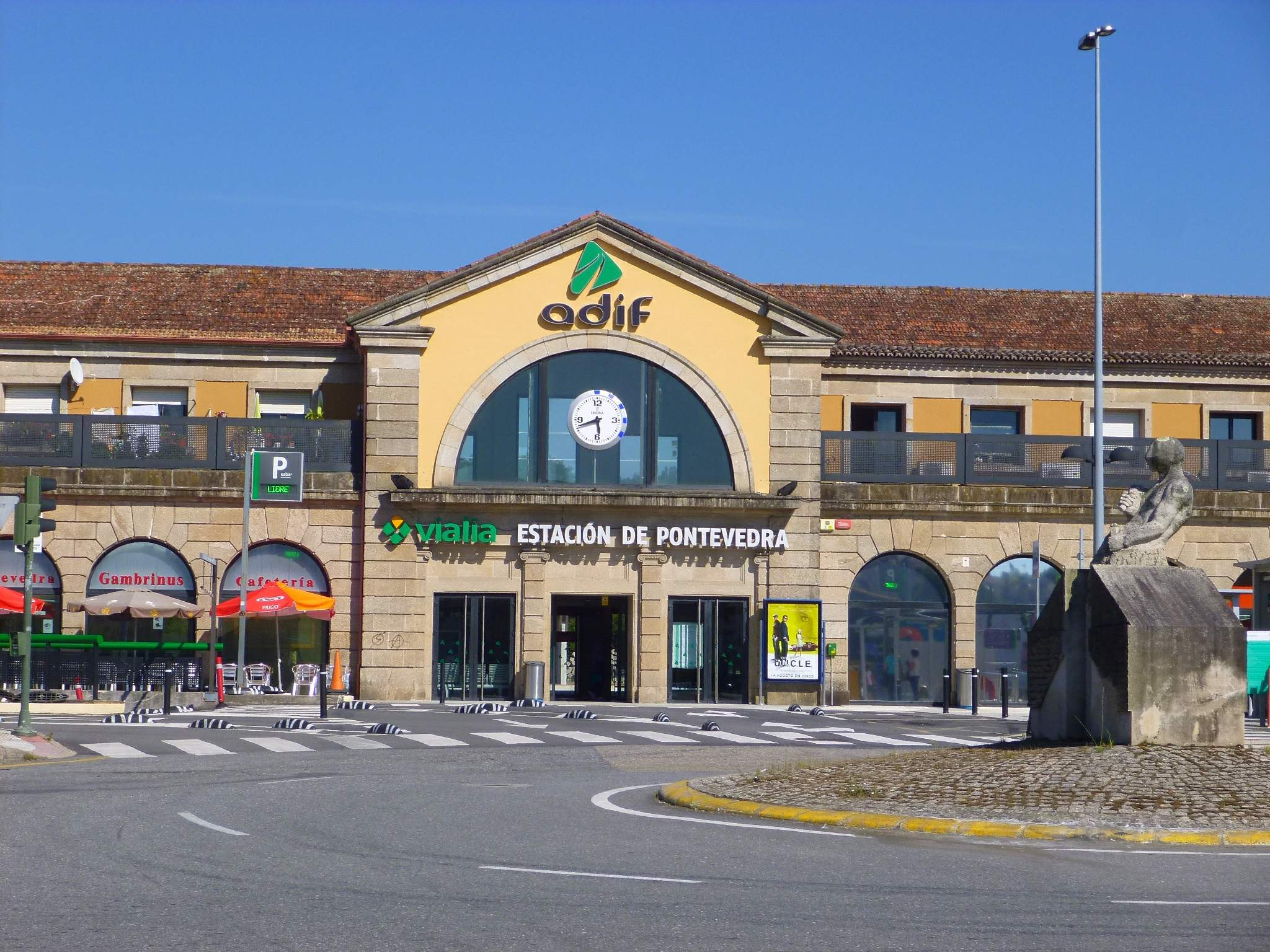
Estación de ferrocarril de Pontevedra.

El transporte de Pontevedra es una red de comunicaciones que permite el movimiento de mercancías y viajeros entre los distintos puntos de la ciudad española de Pontevedra y entre ésta y otros municipios de su área metropolitana, Galicia, España y el extranjero.
Esta comunicación se produce mediante varios medios, como el tren convencional, el tren de mercancías, el AVE, el autobús urbano o interurbano, la red de carreteras, que permite los traslados mediante transporte público y privado, o simplemente la peatonalización y el uso de la bicicleta en el ámbito urbano.

## Descripción
Pontevedra se sitúa en un punto estratégico del sistema de comunicaciones del sur de Galicia, en pleno centro de las Rías Bajas, siendo desde la antigüedad un cruce de caminos. Está conectada con La Coruña, Santiago de Compostela, Ferrol, Vigo y Portugal por la Autopista del Atlántico o AP-9, que recorre la fachada atlántica gallega de norte a sur hasta Portugal, y también es un punto central de la carretera nacional N-550 en el eje atlántico. Además dispone de otras vías que la comunican con otros puntos como la N-541 hacia Orense y Madrid, o las carreteras litorales PO-12 y VG-4.4 hacia Marín, y PO-308 y la AG-41 hacia Sangenjo. En cuanto al transporte ferroviario, Pontevedra es una parada clave en la línea de alta velocidad que la conecta directamente con Orense y Madrid. Además, cuenta con un puerto deportivo que le permite la salida al mar a través de la ría de Pontevedra y un puerto de interés general del Estado, el puerto de Marín-Pontevedra. En el ámbito urbano, ha revolucionado la movilidad convirtiéndose en un referente internacional gracias a su ambiciosa política de peatonalización y a un modelo de ciudad centrado en las personas, que prioriza los desplazamientos a pie, sin dejar de lado los desplazamientos en bicicleta y en transporte público. 

## Medios de transporte

### Transporte terrestre con otras localidades

#### Carreteras
Las principales vías de comunicación de la ciudad de Pontevedra por carretera son la autopista AP-9 que enlaza a la capital pontevedresa con las ciudades de Ferrol, La Coruña, Santiago de Compostela y Vigo. Además esta autopista también sirve de enlace con la AG-41 (autovía del Salnés) y Sangenjo a su paso por el lugar de Curro al norte de la ciudad y hacia el sur con la A-52 (Autovía de las Rías Bajas) en Porriño, que sirve de enlace con Orense y Madrid ; la autovía A-57  que proporciona una salida sureste del municipio y que lo une con Vilaboa, y el sur de la provincia de Pontevedra; mientras que la autovía PO-10 funciona como circunvalación suroeste, y que continúa en la autopista PO-11 hacia Marín. La autovía PO-11 comunica la ciudad desde Lourizán a lo largo del litoral de la ría de Pontevedra con Marín, mientras que la PO-12 conecta con la anterior en Lourizán y constituye el Acceso Oeste a Pontevedra.
Pontevedra también cuenta con las siguientes carreteras nacionales, la N-541 conocida como carretera de Orense, que la comunica con esa ciudad y la N-550, que la comunica con Tuy y Portugal así como con Santiago de Compostela y La Coruña. La ciudad también es punto de partida de carreteras autonómicas, como la PO-546 (carretera de Marín) que enlaza la capital pontevedresa con Marín,  la PO-542, que actúa como circunvalación sureste desde la N-541 a la N-550, la PO-532 que la comunica con Puentecaldelas, la PO-531, que la conecta con Bayón y Villagarcía de Arosa y la VG-4.4 que comunica la ciudad desde Lourizán con Ardán en Marín. Otra carretera de la red primaria complementaria autónomica de gran tráfico es la PO-308 que comunica la ciudad a lo largo de la orilla norte de la ría de Pontevedra con Sangenjo y El Grove.
Otras vías que transcurren por el término municipal de Pontevedra son las carreteras comarcales PO-310, PO-223, PO-224, PO-233 y la PO-264.

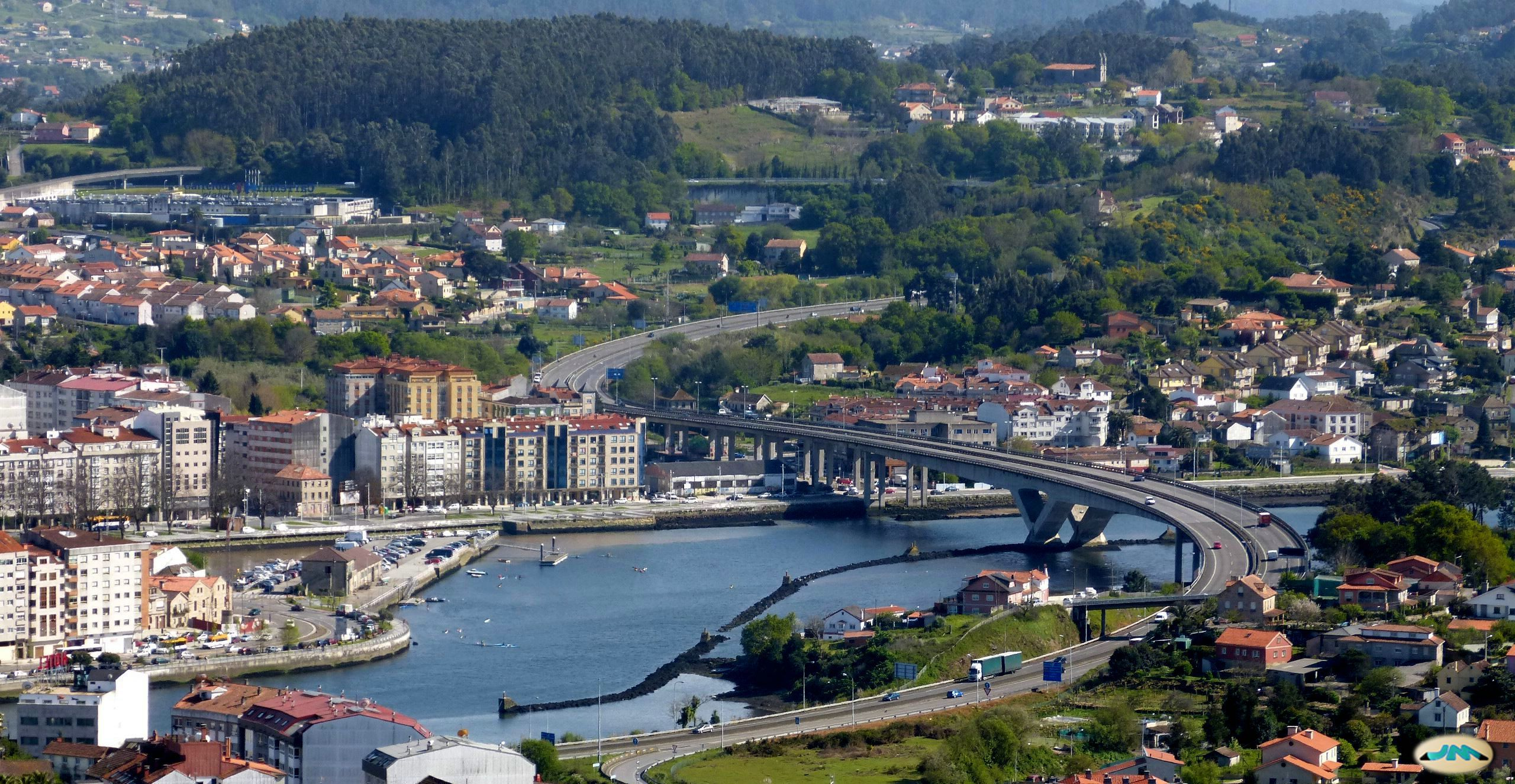
Puente de la Ría de la AP-9 circunvalando la ciudad por el oeste en Mollavao.

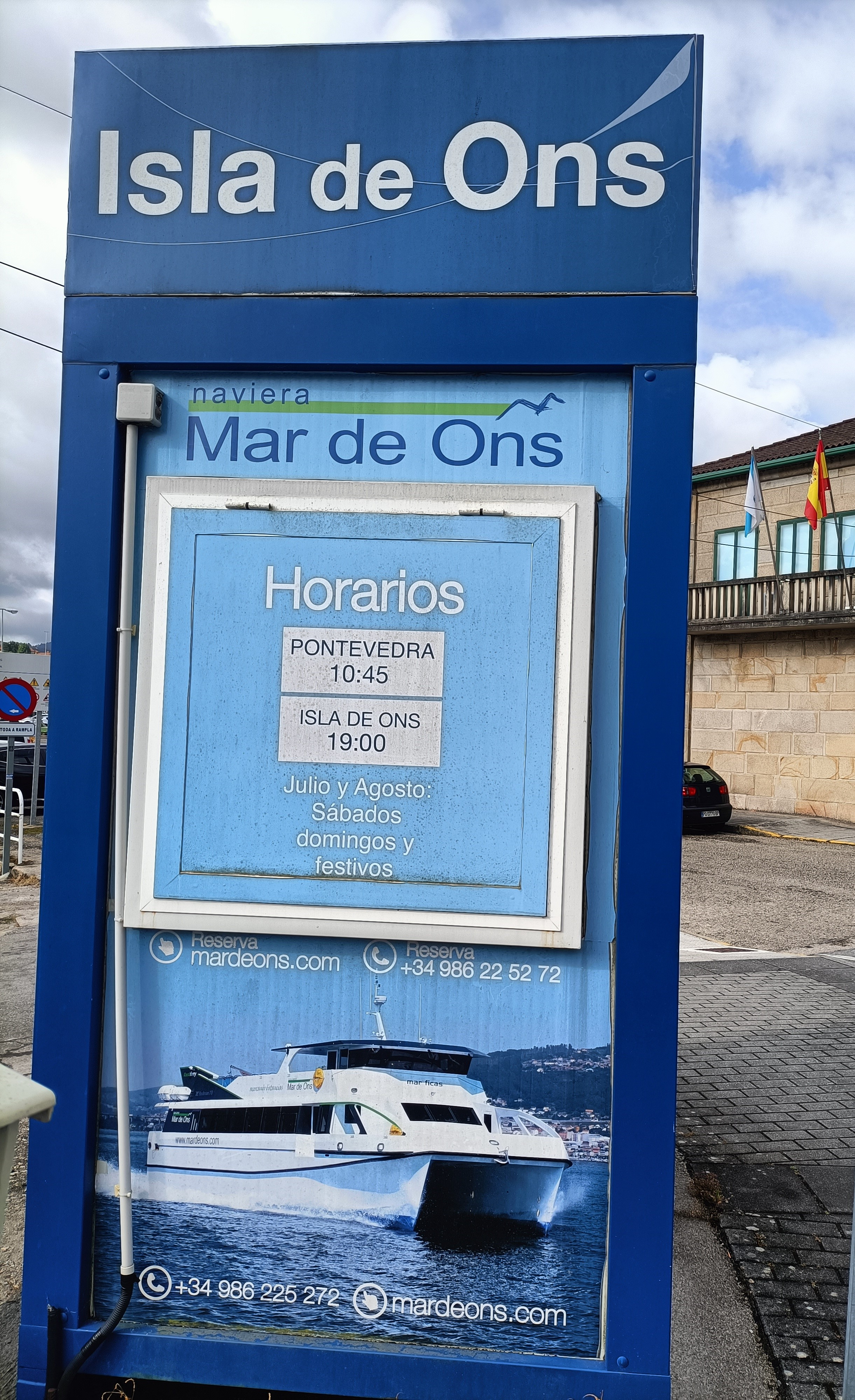
Transporte marítimo a la Isla de Ons desde el puerto de Corvaceiras.

| Identificador | Itinerario                                        | Nota |
| ------------- | ------------------------------------------------- | --- |
| E-1 AP-9      | Autopista del Atlántico                           | Ferrol - La Coruña - Santiago de Compostela - Pontevedra – Vigo - Tuy |
| A-57          | Autovía O Confurco-Barro                          | Vilaboa N-554 - Pontevedra N-541 |
| A-52          | Autovía de las Rías Bajas                         | Pontevedra AP-9 - Porriño - Orense - Benavente - A-6 Madrid |
| AG-41         | Autovía del Salnés                                | Pontevedra AP-9 - Curro AG-41 |
| PO-10         | Acceso Sur a Pontevedra                           | O Pino - PO-11 |
| PO-11         | Lourizán-Marín-Acceso al puerto                   | PO-10 – Lourizán |
| PO-12         | Acceso Oeste a Pontevedra                         | PO-12 – Lourizán – Marín |
| N-541         | Carretera de Pontevedra a Orense                  | Calle Doctor Loureiro Crespo (Pontevedra) – Carballino AG-54 – Barbantes N-120 |
| N-550         | Carretera de Tuy a La Coruña                      | Tuy – Avenida Josefina Arruti (Pontevedra) – Avenida María Victoria Moreno – Avenida de las Corvaceiras – Avenida de Uruguay – Avenida de Buenos Aires – Avenida de Compostela (Pontevedra) – Santiago de Compostela – La Coruña N-550 |
| PO-531        | Carretera a Villagarcía                           | Pontevedra - Bayón N-640 |
| PO-532        | Carretera a Puentecaldelas                        | Pontevedra - Puentecaldelas |
| PO-542        | Circunvalación Sureste de Pontevedra              | O Pino N-550 - Puente Bora N-541 |
| PO-546        | Carretera a Marín                                 | Pontevedra - Marín |
| VG-4.4        | Vía Rápida Pontevedra-Ardán                       | Lourizán – Ardán (Marín) |
| VG-4.8        | Vía Rápida Campañó-Monasterio de San Juan de Poyo | Campañó (Pontevedra) – Monasterio de San Juan (Poyo) |
| PO-308        | Carretera de Pontevedra a La Lanzada              | Pontevedra – Combarro - Rajó – Sangenjo – Portonovo – La Lanzada |
| PO-223        | Carretera de Pontevedra a Campo Lameiro           | Pontevedra - N-550 - Campo Lameiro |
| PO-224        | Carretera de Bora a Curro                         | Bora - N-541 - N-550 – San Antoniño, Curro PO-531 |
| PO-225        | Carretera de Alba a San Cayetano                  | Alba - N-550 – San Cayetano, Alba PO-531 |
| PO-233        | Carretera de Bora a Carballedo                    | Bora N-541 – Carballedo |
| PO-310        | Carretera de Campañó a Poyo                       | Campañó PO-531 - Poyo PO-308 |
| PO-264        | Carretera de Paredes-Puente Sampayo-Arcade        | Paredes, Vilaboa - N-550 – Arcade, Sotomayor N-550 |

#### Autobuses interurbanos
Existen servicios de autobús que unen la capital pontevedresa con otras localidades de su área metropolitana, y desde la estación de autobuses de Pontevedra parten líneas a todas las ciudades gallegas, además de a Madrid, Barcelona, Oporto, Bilbao, Valladolid, Sevilla, Zaragoza, Oviedo, Gijón, Alicante y otros destinos en la Península y en Europa.

#### Líneas operadas porMonbusen elárea metropolitana de Pontevedra
| Autobuses interurbanos operados por Monbus | Autobuses interurbanos operados por Monbus |
| ------------------------------------------ | ------------------------------------------ |
|                                            | Marín - Pontevedra                         |
|                                            | Bueu - Pontevedra                          |
|                                            | El Grove - Sangenjo – Pontevedra           |
|                                            | Vilaboa - Pontevedra                       |
|                                            | Caldas de Reyes - Pontevedra               |
|                                            | Cerdedo-Cotobade- Pontevedra               |
|                                            | Cuntis - Pontevedra                        |
|                                            | Moraña - Pontevedra                        |
|                                            | Arcade - Pontevedra                        |
|                                            | Cangas de Morrazo - Pontevedra             |

### Transporte marítimo
La empresa Mar de Ons ofrece una ruta estacional que une Pontevedra y la Isla de Ons desde la dársena del puerto de Corvaceiras.

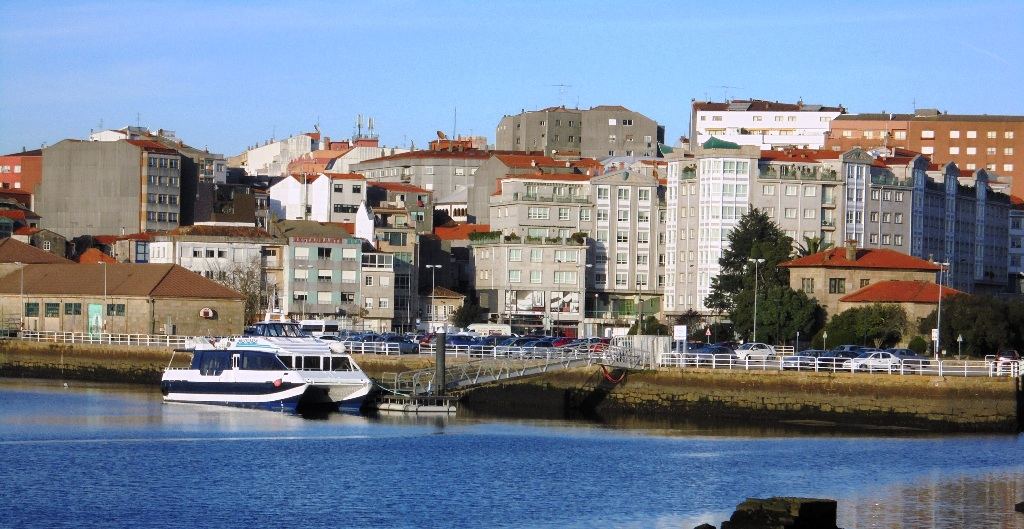
Muelle de Corvaceiras.

La ciudad dispone también del Puerto deportivo de Pontevedra para embarcaciones de recreo, situado en la avenida de Uruguay, muy cerca del centro histórico de la ciudad, que permite el acceso por mar a toda la Ría de Pontevedra. Cuenta también entre los municipios de Marín y Pontevedra con el puerto de Marín-Pontevedra.

### Transporte ferroviario
Renfe es el principal operador ferroviario que opera en Pontevedra. Hay trenes diarios a diversos puntos de España, así como distintas conexiones regionales a otros puntos de Galicia. 
Pontevedra dispone de una estación de ferrocarril al sur de la ciudad, la Estación de Pontevedra situada en las inmediaciones de la avenida de Eduardo Pondal, que da servicio al Eje Atlántico Coruña-Vigo con parada en otras ciudades y localidades gallegas y a los trenes de Alta Velocidad para la comunicación con la meseta y Madrid por medio del AVE. La ciudad dispone también de un apeadero conocido como Estación de Pontevedra-Universidad situada entre los barrios de Tafisa-A Seca y Monte Porreiro, que da servicio al campus universitario de A Xunqueira así como a los barrios citados.
Media Distancia
| Vigo-Urzaiz • Redondela • Arcade • Pontevedra • Vilagarcía • Padrón • Santiago de Compostela • La Coruña | Media Distancia R-598 |
| Vigo-Guixar • Redondela • Pontevedra • Vilagarcía • Padrón • Santiago de Compostela • La Coruña          | Regionales R-598      |

Larga Distancia
| Vigo-Urzaiz • Pontevedra • Vilagarcía • Santiago de Compostela • Orense • La Gudiña • Puebla de Sanabria • Zamora • Medina del Campo • Segovia • Madrid-Chamartín-Clara Campoamor | Larga Distancia Alvia |

La Estación de Pontevedra también está abierta a los servicios de mercancías, en particular para las mercancías procedentes o con destino al puerto de Marín-Pontevedra. Fue en septiembre de 2000 cuando se iniciaron las obras del ramal ferroviario de Pontevedra al puerto de Marín-Pontevedra y el 10 de julio de 2002 se inauguró esta línea de mercancías de 6,487 kilómetros.

### Transporte urbano

#### Autobuses urbanos

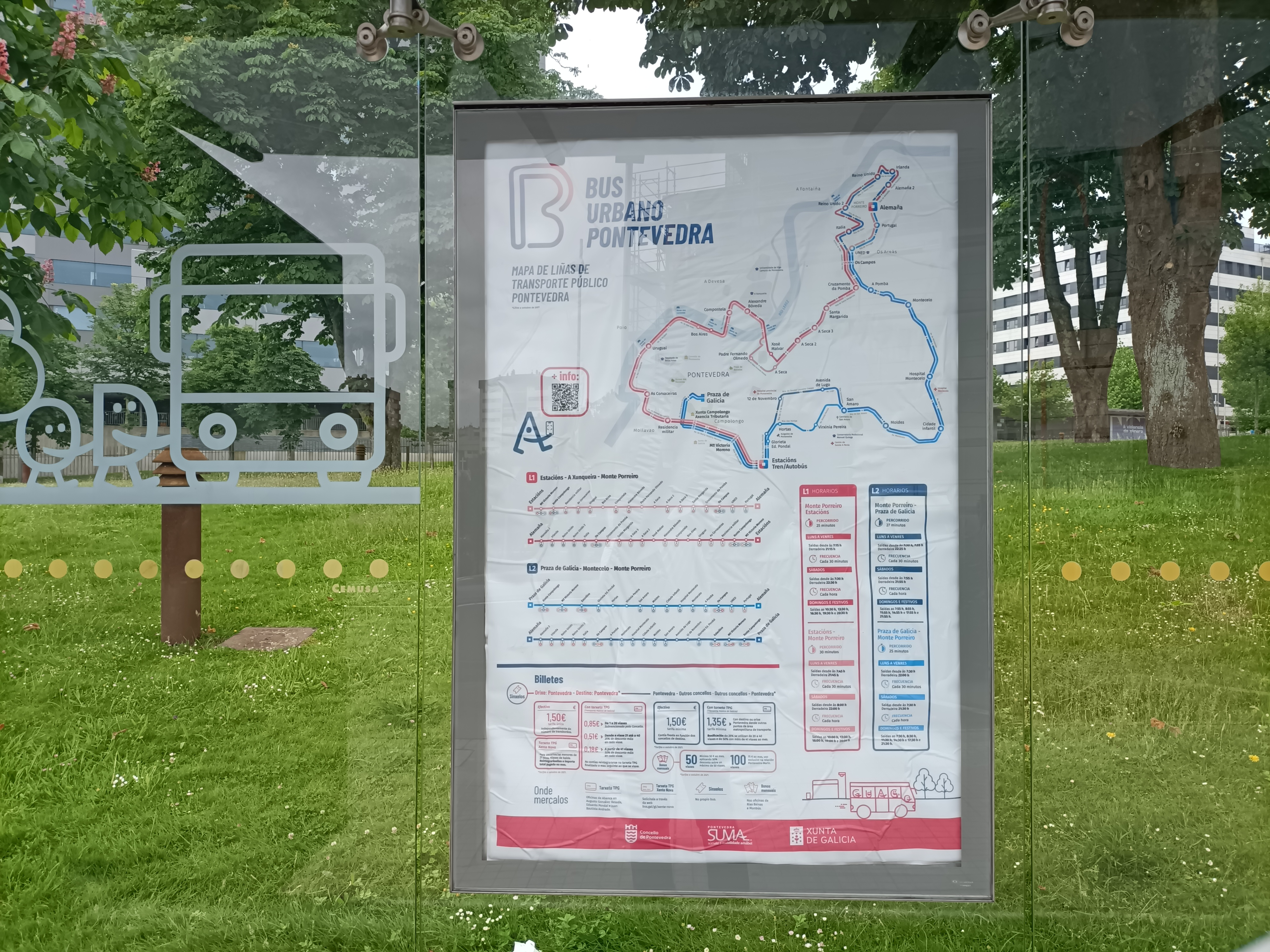
Plano de las líneas de bus urbano de la ciudad en la Avenida María Victoria Moreno.

El actual servicio de autobuses urbanos de Pontevedra se realiza desde el año 2021.
Las líneas de autobuses urbanos de Pontevedra son las siguientes:
- L1 – Estación de autobuses →  Avenida María Victoria Moreno → Ciudad Administrativa → Residencia Militar → Avenida de las Corvaceiras → Avenida de Uruguay  → Avenida de Buenos Aires → Calle Alexandre Bóveda → Calle Padre Fernando Olmedo → A Seca → Calle Santa Margarita → La Paloma → Os Campos → Centro Asociado de la UNED → Calle Portugal → Calle Alemania
- L2 – Plaza de Galicia → Ciudad Administrativa → Avenida María Victoria Moreno → Avenida de la Estación → Glorieta de la Avenida de Eduardo Pondal → Calle Hortas → Avenida Virxinia Pereira Renda  → Calle San Mauro → Moldes → Ciudad Infantil Príncipe Felipe → Hospital Gran Montecelo → La Paloma → Os Campos → Centro Asociado de la UNED → Calle Portugal → Calle Alemania

#### Taxis

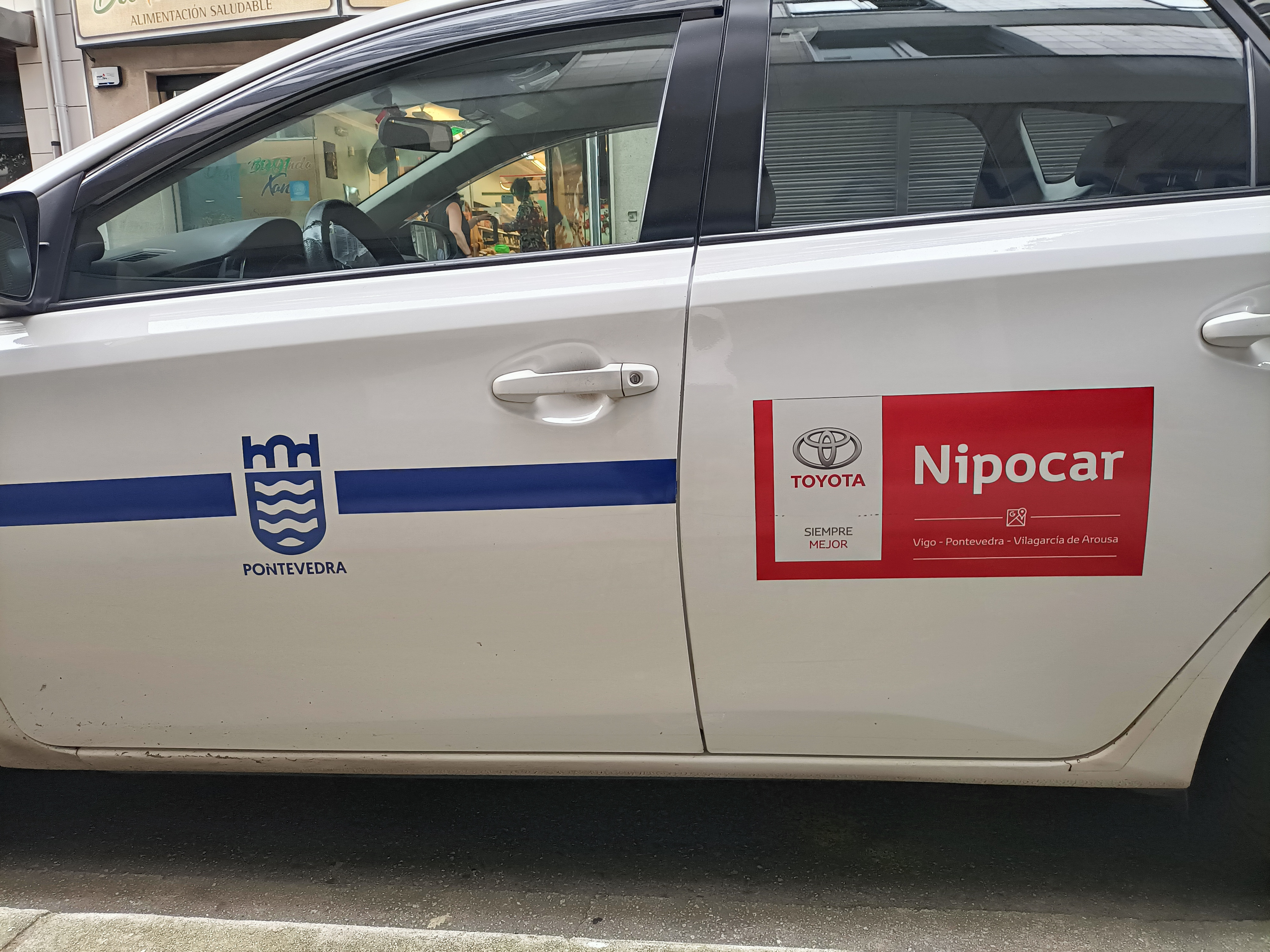
Logo en un taxi de Pontevedra capital.

El servicio de taxis en la ciudad está compuesto por 88 vehículos que abarcan la totalidad del término municipal. Los taxis de Pontevedra son de color blanco y presentan como distintivo una banda azul marino longitudinal en el centro de las puertas laterales, donde se encuentra insertado el escudo institucional de la ciudad. Asimismo la capital pontevedresa cuenta con el servicio denominado Coche de Punto, un servicio pionero de transporte a demanda dentro del municipio, especialmente pensado para conectar las parroquias rurales y zonas menos accesibles con el centro urbano. Es gestionado por un mínimo de 15 taxis locales a través de la plataforma de Radio Taxi, con reserva previa (web, app o teléfono) y con paradas fijas en puntos clave como los hospitales, la Ciudad de la Justicia o las estaciones de tren y de autobuses.

#### Bicicleta y carriles bici
Los carriles bici para la movilidad personal en bicicleta, han aumentado significativamente en la ciudad del Lérez desde 1999, fomentado su uso en el casco urbano como medio de transporte. Existen en la ciudad dos espacios diferenciados que favorecen el uso de la bicicleta: Los carriles bici en sí mismos y las zonas peatonales de convivencia peatones-bicicleta. Los carriles bici específicos se encuentran en gran parte en la zona del paseo marítimo fluvial: en la orilla sur de la Ría en el paseo de Marín y en el paseo del Lérez y en el puente de los Tirantes hacia la Isla de las Esculturas; en la orilla norte en el paseo alrededor de la ría-río ininterrumpidamente desde el puente de los Tirantes al puente de las Corrientes. También existe un carril bici específico desde el puente de Santiago hacia el Campus de Pontevedra. En el centro de la ciudad los ciclistas coexisten con los peatones en las amplias zonas peatonales y en las anchas aceras de zonas semipeatonales resultado de la reforma urbana llevada a cabo desde 1999. En las afueras, se está realizando un carril bici que bordea la PO-546 hacia Marín. Pontevedra fue reconocida en 2016 como una de las 15 mejores ciudades ciclistas del mundo.

#### Movilidad peatonal y modelo urbano internacional

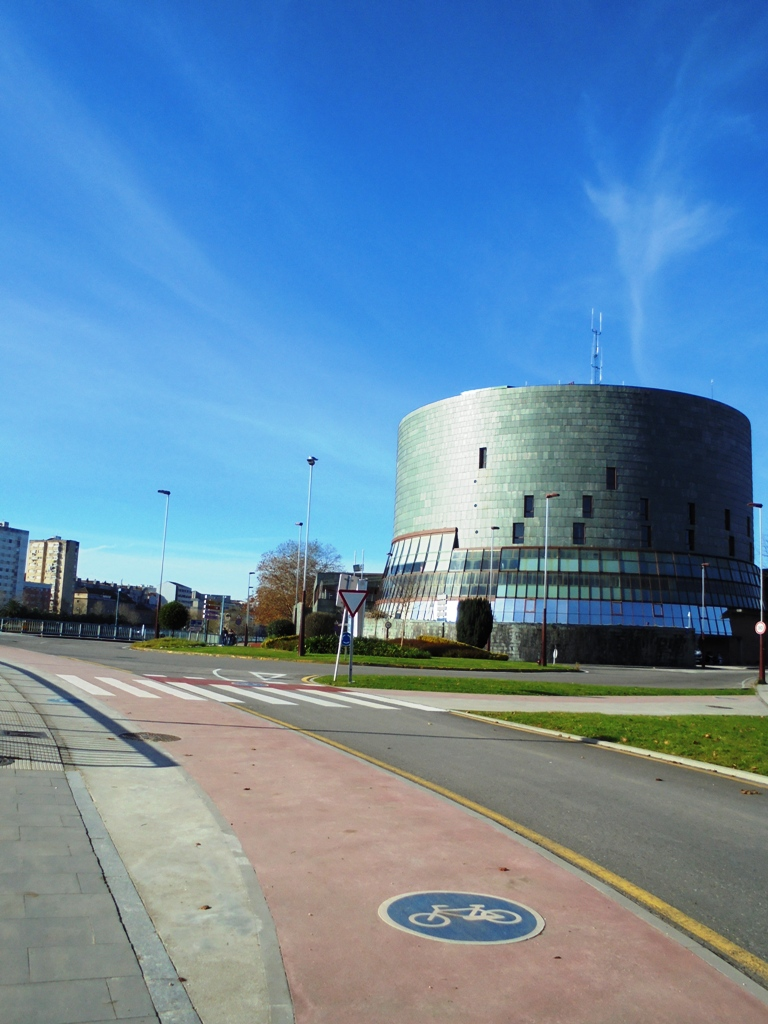
Carril bici delante del Palacio de Congresos.

La capital pontevedresa se ha convertido además en una de las ciudades más peatonales de España fomentando la movilidad sostenible y es modelo internacional de urbanismo. El casco antiguo de la ciudad y una buena parte del Ensanche están peatonalizados, por lo que en esas zonas el transporte a motor está restringido a residentes y servicios. En 2010, Pontevedra fue la primera capital de provincia de España en reducir a 30 kilómetros por hora la velocidad máxima en el casco urbano y en 2019 a 10 kilómetros por hora en calles peatonales de plataforma única. En Pontevedra se ha creado para la movilidad urbana el famoso Metrominuto que con la transformación urbana de la ciudad le ha valido múltiples reconocimientos nacionales e internacionales como el premio europeo Intermodes o el mundial Onu-Hábitat. Es un plano que se basa en la estética de los planos de metro, que marca las distancias peatonales entre los puntos más importantes de la ciudad y el tiempo que se tarda en recorrerlas. El Metrominuto ha sido tomado como modelo en otras ciudades europeas como Florencia, Ferrara, Módena o Cagliari en Italia, Toulouse en Francia, el barrio del Ángel en Londres, Torres Vedras en Portugal o Bélgorod en Rusia. En España ha inspirado otros como los de Salamanca, Zaragoza, Cádiz, Jerez de la Frontera, Granada, Sevilla, La Coruña o Pamplona.
Pontevedra es la ciudad que posee proporcionalmente más espacios peatonales en Galicia. Como resultado, 65 % de los desplazamientos en el casco urbano se realizan a pie.
La calidad de vida de los pontevedreses ha mejorado notablemente a lo largo de esta remodelación urbana que se lleva haciendo desde 1999 en múltiples espacios urbanos como la calle Virgen del Camino. Los accidentes mortales son muy infrecuentes. Siendo posible atravesar la ciudad en apenas treinta minutos sin las molestias propias del tráfico motorizado, muchas personas optan por caminar o utilizar la bicicleta como medio de transporte. Actualmente el centro histórico de la ciudad tiene restringido casi en su totalidad el paso a los vehículos y el Ensanche ronda el 75 %. El comercio ha seguido floreciendo junto con la cultura y las actividades festivas, pese a los temores iniciales de los comerciantes. En la ciudad hay cámaras y sensores en las calles que monitorizan la movilidad y las áreas de tráfico reducido y bajas emisiones, así como pantallas informativas en los accesos a Pontevedra. Pontevedra destacó además como la única ciudad española presente en la Cumbre Mundial del Clima celebrada en París en 2015, donde presentó su modelo urbano y compartió sus iniciativas con representantes de importantes capitales mundiales como Río de Janeiro, Seúl, Dakar, Estambul y la propia París. Posteriormente, Pontevedra también estuvo presente en las Cumbres Internacionales sobre el Clima celebradas en Madrid en 2019 y en Glasgow en 2021.

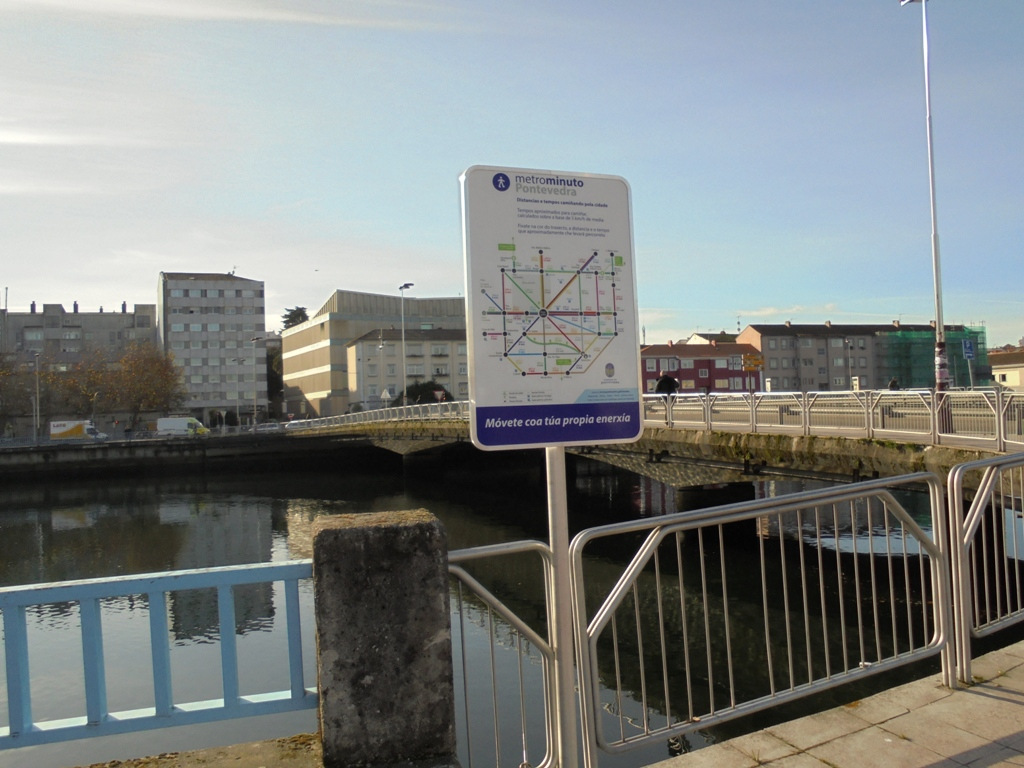
Metrominuto

El modelo urbano de Pontevedra ha sido tomado como referente por Madrid, París, Nueva Orleans, Roskilde en Dinamarca o Suncheon en Corea del Sur, para sus proyectos de peatonalización de sus centros urbanos o sus barrios. Otras ciudades portuguesas como Aveiro o españolas como San Fernando (Cádiz) o Puerto del Rosario también han tomado a Pontevedra como modelo. El modelo urbano de la ciudad de Pontevedra, siguiendo modelos de otras ciudades europeas como Ámsterdam, Brujas, Copenhague o Bruselas, ha suscitado el interés para su estudio científico en el ámbito académico, materializándose este proyecto en el estudio del urbanismo de la ciudad por parte del departamento de Geografía la Universidad de Barcelona, de la Universidad de Salzburgo en Austria o de la Escuela Técnica Superior de Arquitectura de la Universidad de La Coruña. La transformación urbana de Pontevedra y las medidas de calmado del tráfico en el centro de la ciudad han reducido en la última década en un 65 % las emisiones de CO² procedentes de combustibles fósiles en la capital.
El modelo urbano de Pontevedra capital y su movilidad sostenible ha sido objeto de reportajes de cadenas de televisión extranjeras como las francesas France 2, France 3 Canal+ y la primera cadena de la televisión francesa, TF1. Otras cadenas que han emitido reportajes sobre la ciudad son MBC TV (Corea del Sur), Seven Network (Australia) y Das Erste, NDR 1 o ZDF (Alemania). En Suiza, la primera cadena de la televisión pública suiza francófona, RTS 1, también ha informado sobre la ciudad de Pontevedra al igual que la Canadian Broadcasting Corporation en Canadá. El modelo urbanístico de Pontevedra también ha sido elogiado en otros países como la Suiza germanófona y Polonia y ha sido protagonista de reportajes de cadenas y publicaciones anglófonas como Bloomberg TV, The New York Times, Fast Company y Outrider (Estados Unidos) o el Daily Express y The Guardian (Reino Unido). La ciudad es objeto de emulación y urbanistas de todo el mundo la visitan en un intento de copiar el modelo en otros países.

#### Aparcamientos

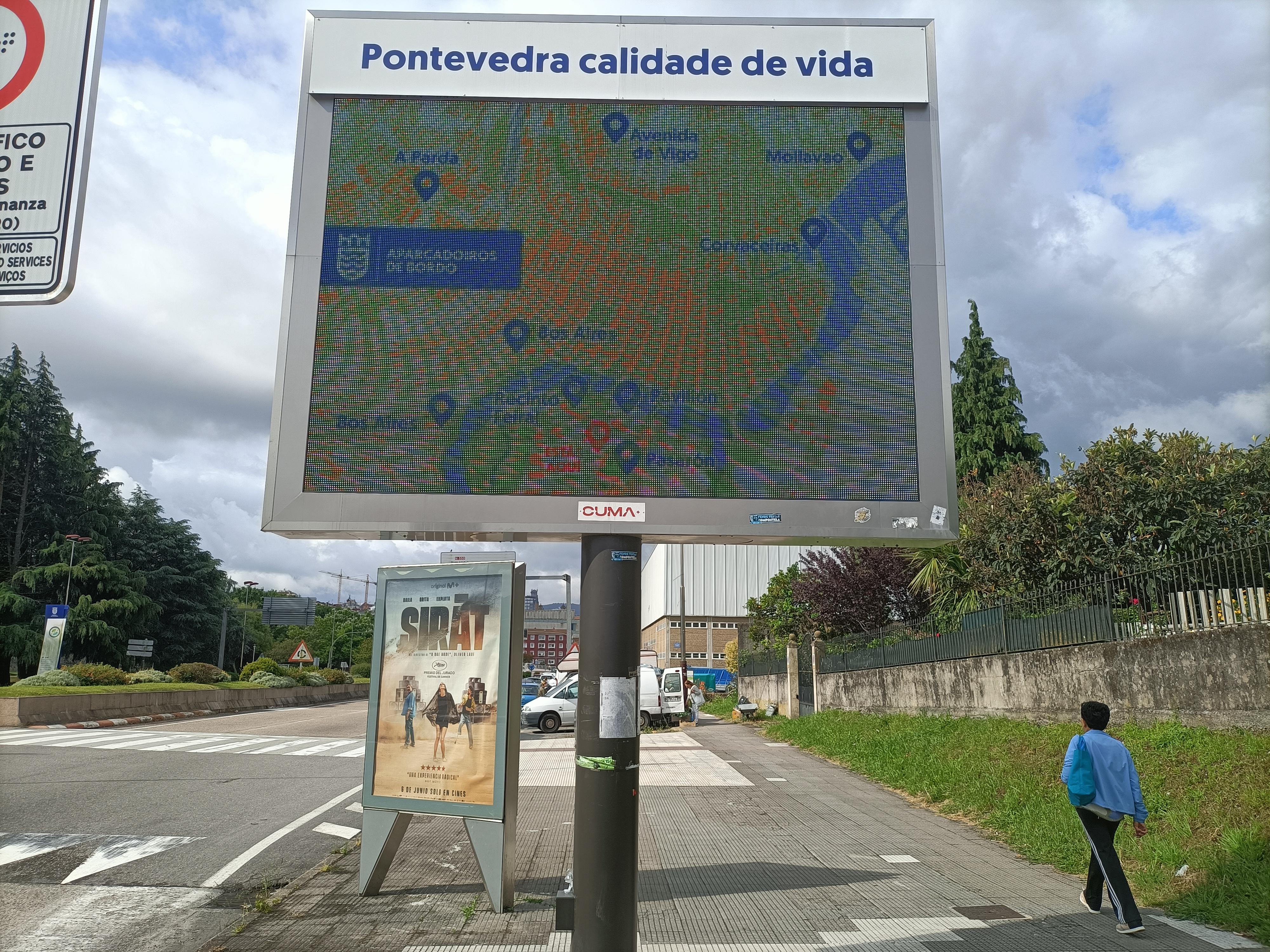
Panel electrónico en la Avenida de Compostela, con plano de aparcamientos gratuitos en la ciudad.

La ciudad cuenta con múltiples aparcamientos de estacionamiento subterráneo de pago con un total de 4250 plazas. Estos aparcamientos privados están distribuidos en el casco urbano (bajo la plaza de España, la Gran Vía de Montero Ríos, la plaza de la Libertad, el Mercado de Abastos de Pontevedra, la plaza de Barcelos, la calle Antón Fraguas al lado de Supercor o la Ciudad Administrativa de Pontevedra). La capital pontevedresa cuenta también con diversos aparcamientos disuasorios públicos y gratuitos en la periferia del ciudad, con una capacidad de 2000 plazas de aparcamiento. Se sitúan en Mollavao, el muelle de Corvaceiras, O Burgo y A Xunqueira, lasproximidades de la avenida Josefina Arruti, A Parda, Valdecorvos y Tafisa-A Seca. Además, el Plan de Movilidad Urbana Sostenible (PMUS) contempla la creación de nuevos aparcamientos disuasorios. Por ejemplo, en el Parque de A Parda se proyectan dos nuevos estacionamientos con una capacidad total de 220 plazas, destinados a dar servicio tanto a los usuarios de la Ciudad de la Justicia como a los vecinos del barrio.
La vasta revolución de movilidad urbana pontevedresa se basa en gran medida en la creación de grandes aparcamientos disuasorios por parte del ayuntamiento de Pontevedra. Al no tener que dar vueltas para encontrar sitio para aparcar su coche, la gente se ha acostumbrado a aparcar allí y completar su trayecto a pie, en bicicleta o en patinete. 

### Transporte aéreo
Los aeropuertos más cercanos a Pontevedra se encuentran bien comunicados con la ciudad por la autopista AP-9: el aeropuerto de Peinador a 30 kilómetros al sur, el aeropuerto de Lavacolla a 70 km al norte, el aeropuerto de Alvedro a 120 km al norte y el aeropuerto de Oporto-Francisco Sá Carneiro a 160 km al sur, el aeropuerto más importante con un gran número de vuelos internacionales a diversos continentes.